# Campeonato Africano das Nações de 2015
O Campeonato Africano das Nações(português angolano), Taça das Nações Africanas (português europeu) ou Copa Africana de Nações (português brasileiro) de 2015 foi a 30ª edição do torneio organizado pela Confederação Africana de Futebol (CAF). Foi realizada entre 17 de janeiro a 9 de fevereiro na Guiné Equatorial, pela segunda vez em três anos, após a desistência do Marrocos em sediar o torneio por conta do surto de ebola na região ocidental do continente africano.
Numa reedição da final de 1992, o título foi conquistado pela Costa do Marfim após derrotar Gana na final por 9–8 nos pênaltis, após empate por 0–0 no tempo normal e na prorrogação.

## Candidatura
Oito países expressaram interesse em sediar a Copa Africana de Nações de 2015 ou 2017, mas apenas três apresentaram uma candidatura: África do Sul, Marrocos e República Democrática do Congo. As autoridades da Confederação Africana de Futebol iniciaram uma inspeção nos países entre novembro e dezembro de 2010. Após a inspeção na República Democrática do Congo, o país anunciou sua desistência na tentativa de sede, levando o Marrocos e a África do Sul como únicos candidatos.
Em 29 de janeiro de 2011, durante a realização da Supercopa Africana, a CAF anunciou o Marrocos como sede da Copa Africana de 2015. Os jogos seriam disputados em quatro cidades (Rabat, Marrakech, Agadir e Tânger) e uma quinta selecionada como alternativa (Casablanca).

## Troca de sede
No final de 2013, um surto de ebola se instaurou na África Ocidental, com grande número de vítimas na Libéria, Serra Leoa e Guiné. Com o temor da epidemia de espalhar por outros países do continente, o governo do Marrocos solicitou a CAF o adiamento da competição para 2016, mas o comitê executivo da entidade decidiu manter a data original. Em novembro de 2014 a CAF confirmou a desistência do Marrocos em sediar o torneio e um novo processo de seleção foi aberto. Como consequência, o Marrocos que estava classificado automaticamente para a CAN 2015 como país sede perdeu sua vaga e foi desclassificado. Em 6 de fevereiro a CAF anunciou ainda o banimento do Marrocos das próximas duas edições da Copa Africana, em 2017 e 2019, além de uma multa.
Angola, África do Sul, Egito, Gana e Sudão foram apontados como possíveis substitutos, mas acabaram desistindo por motivos diversos. Em 14 de novembro de 2014, a CAF anunciou a escolha da Guiné Equatorial como nova sede e sua seleção assumiu a vaga do Marrocos.

## Eliminatórias

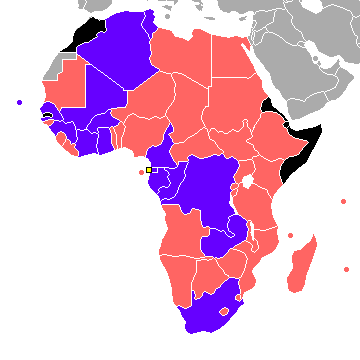
Classificado
Não se classificou
Não participou

O processo de qualificação iniciou-se com 51 seleções na disputa por 15 vagas no torneio. Apenas o Djibuti e a Somália não se inscreveram e o Marrocos não participou por ser a sede original e possuir a vaga automática.
As eliminatórias foram compostas de quatro fases, sendo as três primeiras disputados em jogos de ida e volta entre as 30 seleções piores classificadas no ranking da CAF. Na última fase, disputada no sistema de grupos, entraram as 21 seleções de melhor ranking mais as restantes das etapas anteriores, divididas em sete grupos de quatro equipe cada. As duas melhores equipes de cada grupo e um melhor terceiro colocado entre todos os grupos se classificaram para o torneio.
A Guiné Equatorial, que foi inicialmente desclassificada das eliminatórias por uso de jogador irregular, se classificou automaticamente após a renúncia do Marrocos, completando as 16 seleções participantes.

### Seleções classificadas
| País             | Classificada como   | Presenças anteriores |
| ---------------- | ------------------- | --- |
| Guiné Equatorial | Anfitrião           | 1 (2012) |
| Cabo Verde       | Vencedor do Grupo F | 1 (2013) |
| Argélia          | Vencedor do Grupo B | 15 (1968, 1980, 1982, 1984, 1986, 1988, 1990, 1992, 1996, 1996, 2000, 2002, 2004, 2010, 2013)                               |
| Tunísia          | Vencedor do Grupo G | 16 (1962, 1963, 1965, 1978, 1982, 1994, 1996, 1996, 2000, 2002, 2004, 2006, 2008, 2010, 2012, 2013)                         |
| África do Sul    | Vencedor do Grupo A | 8 (1996, 1996, 2000, 2002, 2004, 2006, 2008, 2013)                                                                          |
| Zâmbia           | 2º lugar do Grupo F | 16 (1974, 1978, 1982, 1986, 1990, 1992, 1994, 1996, 1996, 2000, 2002, 2006, 2008, 2010, 2012, 2013)                         |
| Camarões         | Vencedor do Grupo D | 16 (1970, 1972, 1982, 1984, 1986, 1988, 1990, 1992, 1996, 1996, 2000, 2002, 2004, 2006, 2008, 2010)                         |
| Gabão            | Vencedor do Grupo C | 5 (1994, 1996, 2000, 2010, 2012)                                                                                            |
| Burquina Fasso   | 2º lugar do Grupo C | 9 (1978, 1996, 1996, 2000, 2002, 2004, 2010, 2012, 2013)                                                                    |
| Senegal          | 2º lugar do Grupo G | 12 (1965, 1968, 1986, 1990, 1992, 1994, 2000, 2002, 2004, 2006, 2008, 2012)                                                 |
| Costa do Marfim  | 2º lugar do Grupo D | 20 (1965, 1968, 1970, 1974, 1980, 1984, 1986, 1988, 1990, 1992, 1994, 1996, 1996, 2000, 2002, 2006, 2008, 2010, 2012, 2013) |
| Gana             | Vencedor do Grupo E | 19 (1963, 1965, 1968, 1970, 1978, 1980, 1982, 1984, 1992, 1994, 1996, 1996, 2000, 2002, 2006, 2008, 2010, 2012, 2013)       |
| Guiné            | 2º lugar do Grupo E | 10 (1970, 1974, 1976, 1980, 1994, 1996, 2004, 2006, 2008, 2012)                                                             |
| Mali             | 2º lugar do Grupo B | 8 (1972, 1994, 2002, 2004, 2008, 2010, 2012, 2013)                                                                          |
| Congo            | 2º lugar do Grupo A | 6 (1968, 1972, 1974, 1978, 1992, 2000)                                                                                      |
| RD Congo         | Melhor 3º lugar     | 16 (1965, 1968, 1970, 1972, 1974, 1976, 1988, 1992, 1994, 1996, 1996, 2000, 2002, 2004, 2006, 2013)                         |

## Sedes oficiais
Quatro cidades foram selecionadas para como sede: Bata, Malabo, Mongomo e Ebebiyín.
 

As duas primeiras também sediaram jogos no Campeonato Africano das Nações de 2012.
| Bata               | Malabo             | Bata Malabo Mongomo Ebebiyín | Mongomo            | Ebebiyín            |
| Estádio de Bata    | Estádio de Malabo  | Bata Malabo Mongomo Ebebiyín | Estádio de Mongomo | Estádio de Ebebiyín |
| Capacidade: 35 700 | Capacidade: 15 250 | Bata Malabo Mongomo Ebebiyín | Capacidade: 10 000 | Capacidade: 8 000   |
|                    |                    | Bata Malabo Mongomo Ebebiyín |                    |                     |

## Direitos de transmissão
No Brasil, a única emissora a transmitir o torneio foi o SporTV, que também transmitiu exclusivamente a edição anterior, em 2013.

## Equipe de arbitragem
Foram escolhidos 22 árbitros e 22 árbitros auxiliares para o torneio:
| - GUI Aboubacar Bangoura - MTN Ali Lemghaifry - GAM Bakary Gassama - ETH Tessema Bamlak - SEY Bernard Camille - MAR Bouchaïb El Ahrach | - GAB Eric Otogo-Castane - EGY Ghead Grisha - MAD Hamada Nampiandraza - ZAM Janny Sikazwe - EQG Joaquin Esono Eyang - GHA Joseph Lamptey | - BFA Juste Ephren Zio - MLI Koman Coulibaly - SEN Maguette N'Diaye - SEN Malang Diedhiou - TUN Mohamed Said Kordi | - ALG Mehdi Abid-Charef - CMR Néant Alioum - CIV Noumandiez Doué - MRT Rajindraparsad Seechurn - RSA Victor Gomes |

## Sorteio
O sorteio para a Copa Africana de Nações de 2015 foi realizado em 3 de dezembro de 2014 em Malabo. A distribuição por potes levou em consideração a colocação das seleções no ranking da CAF e se deu da seguinte maneira:
| Pote 1                                                                         | Pote 2                                                                    | Pote 3                                                                            | Pote 4                                                           |
| ------------------------------------------------------------------------------ | ------------------------------------------------------------------------- | --------------------------------------------------------------------------------- | ---------------------------------------------------------------- |
| Guiné Equatorial (sede) Gana (48 pts) Costa do Marfim (44 pts) Zâmbia (41 pts) | Burquina Fasso (40 pts) Mali (38 pts) Tunísia (32,5 pts) Argélia (28 pts) | Cabo Verde (26,5 pts) África do Sul (23,5 pts) Camarões (23,5 pts) Gabão (22 pts) | Guiné (19 pts) Senegal (19 pts) RD Congo (18 pts) Congo (13 pts) |

## Fase de grupos
|  | Equipes classificadas às quartas de final |
|  | Equipes eliminadas                        |

Todas as partidas seguem o fuso horário da Guiné Equatorial (UTC+1).

### Grupo A
| Pos. | Seleção          | P | J | V | E | D | GP | GC | SG |
| ---- | ---------------- | - | - | - | - | - | -- | -- | -- |
| 1    | Congo            | 7 | 3 | 2 | 1 | 0 | 4  | 2  | +2 |
| 2    | Guiné Equatorial | 5 | 3 | 1 | 2 | 0 | 3  | 1  | +2 |
| 3    | Gabão            | 3 | 3 | 1 | 0 | 2 | 2  | 3  | –1 |
| 4    | Burquina Fasso   | 1 | 3 | 0 | 1 | 2 | 1  | 4  | –3 |

| 17 de janeiro | Guiné Equatorial | 1 – 1     | Congo       | Estádio de Bata, Bata                       |
| 17:00         | Nsue 16'         | Relatório | Bifouma 87' | Público: 40 245 Árbitro: GAM Bakary Gassama |

| 17 de janeiro | Burquina Fasso | 0 – 2     | Gabão                       | Estádio de Bata, Bata                                |
| 20:00         |                | Relatório | Aubameyang 19' · Evouna 72' | Público: 40 245 Árbitro: MRT Rajindraparsad Seechurn |

| 21 de janeiro | Guiné Equatorial | 0 – 0     | Burquina Fasso | Estádio de Bata, Bata                     |
| 17:00         |                  | Relatório |                | Público: 39 867 Árbitro: CMR Néant Alioum |

| 21 de janeiro | Gabão | 0 – 1     | Congo        | Estádio de Bata, Bata                     |
| 20:00         |       | Relatório | Oniangue 48' | Público: 39 867 Árbitro: RSA Victor Gomes |

| 25 de janeiro | Gabão | 0 – 2     | Guiné Equatorial            | Estádio de Bata, Bata                        |
| 19:00         |       | Relatório | Balboa 55' (pen) · Ibán 86' | Público: 39 230 Árbitro: CIV Noumandiez Doué |

| 25 de janeiro | Congo                    | 2 – 1     | Burquina Fasso | Estádio de Ebebiyín, Ebebiyín              |
| 19:00         | Bifouma 51' · Ondama 87' | Relatório | Bancé 86'      | Público: 7 945 Árbitro: GHA Joseph Lamptey |

### Grupo B
| Pos. | Seleção    | P | J | V | E | D | GP | GC | SG |
| ---- | ---------- | - | - | - | - | - | -- | -- | -- |
| 1    | Tunísia    | 5 | 3 | 1 | 2 | 0 | 4  | 3  | +1 |
| 2    | RD Congo   | 3 | 3 | 0 | 3 | 0 | 2  | 2  | 0  |
| 3    | Cabo Verde | 3 | 3 | 0 | 3 | 0 | 1  | 1  | 0  |
| 4    | Zâmbia     | 2 | 3 | 0 | 2 | 1 | 2  | 3  | –1 |

| 18 de janeiro | Zâmbia       | 1 – 1     | RD Congo    | Estádio de Ebebiyín, Ebebiyín            |
| 17:00         | Singuluma 2' | Relatório | Bolasie 66' | Público: 6 319 Árbitro: EGY Ghead Grisha |

| 18 de janeiro | Tunísia    | 1 – 1     | Cabo Verde       | Estádio de Ebebiyín, Ebebiyín                  |
| 20:00         | Manser 70' | Relatório | Héldon 78' (pen) | Público: 6 479 Árbitro: GAB Eric Otogo-Castane |

| 22 de janeiro | Zâmbia     | 1 – 2     | Tunísia                     | Estádio de Ebebiyín, Ebebiyín                  |
| 17:00         | Mayuka 60' | Relatório | Akaïchi 70' · Chikhaoui 89' | Público: 8 000 Árbitro: GUI Aboubacar Bangoura |

| 22 de janeiro | Cabo Verde | 0 – 0     | RD Congo | Estádio de Ebebiyín, Ebebiyín               |
| 20:00         |            | Relatório |          | Público: 7 680 Árbitro: SEN Malang Diedhiou |

| 26 de janeiro | Cabo Verde | 0 – 0     | Zâmbia | Estádio de Ebebiyín, Ebebiyín            |
| 19:00         |            | Relatório |        | Público: 7 950 Árbitro: CMR Néant Alioum |

| 26 de janeiro | RD Congo   | 1 – 1     | Tunísia     | Estádio de Bata, Bata                       |
| 19:00         | Bokila 66' | Relatório | Akaïchi 31' | Público: 11 463 Árbitro: GAM Bakary Gassama |

### Grupo C
| Pos. | Seleção       | P | J | V | E | D | GP | GC | SG |
| ---- | ------------- | - | - | - | - | - | -- | -- | -- |
| 1    | Gana          | 6 | 3 | 2 | 0 | 1 | 4  | 3  | +1 |
| 2    | Argélia       | 6 | 3 | 2 | 0 | 1 | 5  | 2  | +3 |
| 3    | Senegal       | 4 | 3 | 1 | 1 | 1 | 3  | 4  | –1 |
| 4    | África do Sul | 1 | 3 | 0 | 1 | 2 | 3  | 6  | –3 |

- Gana leva vantagem sobre a Argélia no confronto direto.

| 19 de janeiro | Gana              | 1 – 2     | Senegal               | Estádio de Mongomo, Mongomo                  |
| 17:00         | A. Ayew 14' (pen) | Relatório | Diouf 58' · Sow 90+3' | Público: 13 569 Árbitro: SEY Bernard Camille |

| 19 de janeiro | Argélia                                           | 3 – 1     | África do Sul | Estádio de Mongomo, Mongomo                  |
| 20:00         | Hlatshwayo 67' (g.c.) · Ghoulam 72' · Slimani 83' | Relatório | Phala 51'     | Público: 12 788 Árbitro: CIV Noumandiez Doué |

| 23 de janeiro | Gana       | 1 – 0     | Argélia | Estádio de Mongomo, Mongomo                  |
| 17:00         | Gyan 90+2' | Relatório |         | Público: 12 387 Árbitro: MLI Koman Coulibaly |

| 23 de janeiro | África do Sul | 1 – 1     | Senegal   | Estádio de Mongomo, Mongomo                 |
| 20:00         | Manyisa 47'   | Relatório | Mbodj 60' | Público: 13 674 Árbitro: MTN Ali Lemghaifry |

| 27 de janeiro | África do Sul | 1 – 2     | Gana                   | Estádio de Mongomo, Mongomo                      |
| 19:00         | Masango 17'   | Relatório | Boye 73' · A. Ayew 83' | Público: 13 670 Árbitro: MAD Hamada Nampiandraza |

| 27 de janeiro | Senegal | 0 – 2     | Argélia                   | Estádio de Malabo, Malabo                            |
| 19:00         |         | Relatório | Mahrez 11' · Bentaleb 82' | Público: 14 549 Árbitro: MRT Rajindraparsad Seechurn |

### Grupo D
| Pos. | Seleção         | P | J | V | E | D | GP | GC | SG |
| ---- | --------------- | - | - | - | - | - | -- | -- | -- |
| 1    | Costa do Marfim | 5 | 3 | 1 | 2 | 0 | 3  | 2  | +1 |
| 2    | Guiné           | 3 | 3 | 0 | 3 | 0 | 3  | 3  | 0  |
| 3    | Mali            | 3 | 3 | 0 | 3 | 0 | 3  | 3  | 0  |
| 4    | Camarões        | 2 | 3 | 0 | 2 | 1 | 2  | 3  | –1 |

- Guiné e Mali igualaram em todos os critérios de desempate e a vaga na fase final foi decidida em sorteio.[27]

| 20 de janeiro | Costa do Marfim | 1 – 1     | Guiné          | Estádio de Malabo, Malabo                      |
| 17:00         | Doumbia 72'     | Relatório | M. Yattara 36' | Público: 14 875 Árbitro: ALG Mehdi Abid-Charef |

| 20 de janeiro | Mali         | 1 – 1     | Camarões   | Estádio de Malabo, Malabo  |
| 20:00         | Yatabaré 71' | Relatório | Oyongo 84' | Árbitro: ZAM Janny Sikazwe |

| 24 de janeiro | Costa do Marfim | 1 – 1     | Mali    | Estádio de Malabo, Malabo                       |
| 17:00         | Gradel 86'      | Relatório | Sako 7' | Público: 14 890 Árbitro: MAR Bouchaïb El Ahrach |

| 24 de janeiro | Camarões      | 1 – 1     | Guiné      | Estádio de Malabo, Malabo                   |
| 20:00         | Moukandjo 13' | Relatório | Traoré 42' | Público: 15 000 Árbitro: ETH Tessema Bamlak |

| 28 de janeiro | Camarões | 0 – 1     | Costa do Marfim | Estádio de Malabo, Malabo                       |
| 19:00         |          | Relatório | Gradel 35'      | Público: 15 230 Árbitro: GAB Eric Otogo-Castane |

| 28 de janeiro | Guiné              | 1 – 1     | Mali      | Estádio de Mongomo, Mongomo                     |
| 19:00         | Constant 15' (pen) | Relatório | Maïga 47' | Público: 13 470 Árbitro: TUN Mohamed Said Kordi |

## Fase final
|  | Quartas de final        | Quartas de final        |                       |                  | Semifinais     | Semifinais     |  |  | Final                   | Final |
|  |                         |                         |                       |                  |                |                |  |  |                         |       |
|  | 31 de janeiro – Bata    |                         |                       |                  |                |                |  |  |                         |       |
|  |                         |                         |                       |                  |                |                |  |  |                         |       |
|  | Congo                   | 2                       |                       |                  |                |                |  |  |                         |       |
|  | Congo                   | 2                       | 4 de fevereiro – Bata |                  |                |                |  |  |                         |       |
|  | RD Congo                | 4                       |                       |                  |                |                |  |  |                         |       |
|  | RD Congo                | 4                       | RD Congo              | 1                |                |                |  |  |                         |       |
|  | 1 de fevereiro – Malabo |                         | RD Congo              | 1                |                |                |  |  |                         |       |
|  |                         | Costa do Marfim         | 3                     |                  |                |                |  |  |                         |       |
|  | Costa do Marfim         | Costa do Marfim         | 3                     | 3                |                |                |  |  |                         |       |
|  | Costa do Marfim         |                         | 8 de fevereiro – Bata | 3                |                |                |  |  |                         |       |
|  | Argélia                 | 1                       |                       |                  |                |                |  |  |                         |       |
|  | Argélia                 | 1                       | Costa do Marfim (pen) | 0 (9)            |                |                |  |  |                         |       |
|  | 1 de fevereiro – Malabo |                         | Costa do Marfim (pen) | 0 (9)            |                |                |  |  |                         |       |
|  |                         | Gana                    | 0 (8)                 |                  |                |                |  |  |                         |       |
|  | Gana                    | Gana                    | 0 (8)                 | 3                |                |                |  |  |                         |       |
|  | Gana                    | 5 de fevereiro – Malabo |                       | 3                |                |                |  |  |                         |       |
|  | Guiné                   | 0                       |                       |                  |                |                |  |  |                         |       |
|  | Guiné                   | 0                       | Gana                  | 3                | Terceiro lugar | Terceiro lugar |  |  |                         |       |
|  | 31 de janeiro – Bata    |                         | Gana                  | 3                | Terceiro lugar | Terceiro lugar |  |  |                         |       |
|  |                         | Guiné Equatorial        | 0                     |                  |                |                |  |  |                         |       |
|  | Tunísia                 | Guiné Equatorial        | 0                     | 1                | RD Congo (pen) | 0 (4)          |  |  |                         |       |
|  | Tunísia                 |                         |                       | 1                | RD Congo (pen) | 0 (4)          |  |  |                         |       |
|  | Guiné Equatorial (pro)  | 2                       |                       | Guiné Equatorial | 0 (2)          |                |  |  |                         |       |
|  | Guiné Equatorial (pro)  | 2                       |                       |                  | 0 (2)          |                |  |  |                         |       |
|  |                         |                         |                       |                  |                |                |  |  | 7 de fevereiro – Malabo |       |
|  |                         |                         |                       |                  |                |                |  |  |                         |       |

### Quartas de final
| 31 de janeiro | Congo                  | 2 – 4     | RD Congo                                      | Estádio de Bata, Bata        |
| 17:00         | Doré 55' · Bifouma 62' | Relatório | Mbokani 65', 90+1' · Bokila 75' · Kimwaki 81' | Árbitro: SEY Bernard Camille |

| 31 de janeiro | Tunísia     | 1 – 2 (pro) | Guiné Equatorial         | Estádio de Bata, Bata                |
| 20:30         | Akaïchi 70' | Relatório   | Balboa 90+3' (pen), 102' | Árbitro: MRT Rajindraparsad Seechurn |

| 1 de fevereiro | Gana                      | 3 – 0     | Guiné | Estádio de Malabo, Malabo  |
| 17:00          | Atsu 4', 61' · Appiah 44' | Relatório |       | Árbitro: ZAM Janny Sikazwe |

| 1 de fevereiro | Costa do Marfim                | 3 – 1     | Argélia     | Estádio de Malabo, Malabo   |
| 20:30          | Bony 26', 68' · Gervinho 90+4' | Relatório | Soudani 51' | Árbitro: GAM Bakary Gassama |

### Semifinal
| 4 de fevereiro | RD Congo          | 1 – 3     | Costa do Marfim                      | Estádio de Bata, Bata     |
| 20:00          | Mbokani 24' (pen) | Relatório | Touré 20' · Gervinho 41' · Kanon 68' | Árbitro: CMR Néant Alioum |

| 5 de fevereiro | Gana                                            | 3 – 0 | Guiné Equatorial | Estádio de Malabo, Malabo       |
| 20:00          | J. Ayew 42' (pen) · Mubarak 45+1' · A. Ayew 75' |       |                  | Árbitro: GAB Eric Otogo-Castane |

### Disputa pelo 3º lugar
| 7 de fevereiro | RD Congo | 0 – 0 (pro) | Guiné Equatorial | Estádio de Malabo, Malabo |
| 17:00          |          | Relatório   |                  | Árbitro: EGY Gehad Grisha |

|                                |       | Penalidades                   |  |
| Mabwati Mabidi Mbemba Mongongu | 4 – 2 | Balboa Fabiani Juvenal Ellong |  |

### Final
| 8 de fevereiro | Costa do Marfim | 0 – 0 (pro) | Gana | Estádio de Bata, Bata       |
| 20:00          |                 |             |      | Árbitro: GAM Bakary Gassama |

|                                                                          |       | Penalidades                                                                |  |
| Bony Tallo Aurier Doumbia Y. Touré Kalou K. Touré Kanon Bailly Die Barry | 9 – 8 | Wakaso J. Ayew Acquah Acheampong A. Ayew Mensah Badu Afful Baba Boye Razak |  |

## Artilharia
| 3 gols (5) - CGO Thievy Bifouma - COD Dieumerci Mbokani - EQG Javier Balboa - GHA André Ayew - TUN Ahmed Akaïchi 2 gols (5) - CIV Gervinho - CIV Max Gradel - CIV Wilfried Bony - COD Jeremy Bokila - GHA Christian Atsu 1 gol (42) - ALG El Arbi Hillel Soudani - ALG Faouzi Ghoulam - ALG Islam Slimani - ALG Nabil Bentaleb - ALG Riyad Mahrez - BFA Aristide Bancé - CIV Seydou Doumbia | 1 gol (continuação) - CIV Wilfried Kanon - CIV Yaya Touré - CGO Fabrice Ondama - CGO Férébory Doré - CGO Prince Oniangue - CMR Ambroise Oyongo - CMR Benjamin Moukandjo - COD Joël Kimwaki - COD Yannick Bolasie - CPV Héldon - EQG Emilio Nsue - EQG Ibán - GAB Malick Evouna - GAB Pierre-Emerick Aubameyang - GHA Asamoah Gyan - GHA John Boye - GHA Jordan Ayew - GHA Kwesi Appiah - GHA Wakaso Mubarak | 1 gol (continuação) - GUI Ibrahima Traoré - GUI Kévin Constant - GUI Mohamed Yattara - MLI Bakary Sako - MLI Modibo Maïga - MLI Sambou Yatabaré - RSA Mandla Masango - RSA Oupa Manyisa - RSA Thuso Phala - SEN Kara Mbodj - SEN Mame Biram Diouf - SEN Moussa Sow - TUN Mohamed Ali Manser - TUN Yassine Chikhaoui - ZAM Emmanuel Mayuka - ZAM Given Singuluma Gols contra (1) - RSA Thulani Hlatshwayo (para a Argélia) |

## Premiação
| Campeonato Africano das Nações de 2015 |
| Costa do Marfim                        |
| -------------------------------------- |
| COSTA DO MARFIM Campeã (2º título)     |